# Upeneus francisi
Upeneus francisi is een straalvinnige vissensoort uit de familie van zeebarbelen (Mullidae). De wetenschappelijke naam van de soort is voor het eerst geldig gepubliceerd in 1992 door Randall & Guézé.